# 小西豊治
小西 豊治（こにし とよはる、1948年 -　）は、日本の歴史学者・政治学者。

## 略歴
石川県珠洲市生まれ。1972年中央大学法学部卒業。1980年明治大学大学院政治経済学研究科政治学専攻博士課程満期退学。2013年「もう一つの天皇制構想 小田為綱文書「憲法草稿評林」の世界」で、博士（歴史学）（専修大学）の学位を取得。法制史学会会員、アジア文化学会会員。日本国憲法はGHQが作成する以前に原案があったと主張し議論を呼んだ。

## 著書
- 『石川啄木と北一輝 新たなる「地上王国」の予見』伝統と現代社 1980　御茶の水書房 1987
- 『もう一つの天皇制構想 小田為綱文書「憲法草稿評林」の世界』御茶の水書房 1989　論創社 2012
- 『憲法「押しつけ」論の幻』講談社現代新書 2006